# 梁強
梁強（發音：[lɨəŋ˧˧ kɨəŋ˨˩]；1957年8月15日—），京族，出生于越南富壽省，越南人民军陸軍大將，现任越南社会主义共和国主席。

## 生平
梁強2011年當選為越共中央委員，以往在軍隊的歷練主要從事政治與黨務工作。
2021年當選第十三届越共中央政治局委员、第十三届中央军委常委，並任越南人民军總政治部部長，越南國會第十五屆代表。梁強2024年5月接替因「熔爐運動」掃蕩貪腐問題辭職的张氏梅，出任越共中央书记处常务书记。
2024年10月21日，越南第十五届国会投票補选梁强接替轉任總書記的蘇林，當選越南社会主义共和国主席，任期为2021－2026年；10月25日，不再兼任越共中央书记处常务书记。

## 勛章

### 國內
- 一等軍功勛章
- 二等軍功勛章
- 三等軍功勛章
- 一級勝利勛章
- 二級勝利勛章
- 三級勝利勛章
- 軍事勝利勛章
- 一級、二級、三級光榮士兵勛章

### 國外
- 俄羅斯聯邦友誼勛章[7]

- 老撾二等自由勛章

- 古巴共和國吉隆海灘勳章[8]
- 柬埔寨王國友好合作勛章[9]